# Fehérjegyes tavaszibagoly

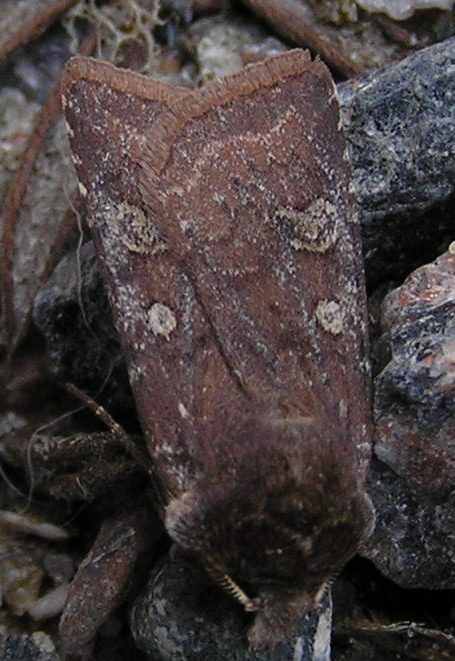

A fehérjegyes tavaszibagoly (Cerastis leucographa) a rovarok (Insecta) osztályának a lepkék (Lepidoptera) rendjéhez, ezen belül a bagolylepkefélék (Noctuidae) családjához tartozó faj.

## Elterjedése
Európa nagy részében gyakori Oroszországtól Ázsián Japánig. Vegyes erdő széleken, tisztásokon, bokros völgyekben, erdőkben és mocsarak lápokban is előfordul.

## Megjelenése
- lepke: szárnyfesztávolsága: 35–39 mm. Az első szárnyak alapszíne vörösesbarna, világosbarna vagy sárgás folttal. A hátsó szárnyak világos vörösesek, átlátszó erekkel.
- pete: halvány sárga színű, gömbölyű, a tövénél lapított.
- hernyó:  zöldes sárga, oldalán zöld vonalakkal
- báb:  fényes vöröses-barna

## Életmódja
- nemzedék: egy nemzedéke  március-májusban rajzik. A báb telel át.
- hernyók tápnövényei: fekete áfonya (Vaccinium myrtillus) és a kökény, a fűz.

## Fordítás
- Ez a szócikk részben vagy egészben  a   Gelbfleck-Frühlings-Bodeneule című német Wikipédia-szócikk fordításán alapul.  Az eredeti cikk szerkesztőit annak laptörténete sorolja fel. Ez a jelzés csupán a megfogalmazás eredetét és a szerzői jogokat jelzi, nem szolgál a cikkben szereplő információk forrásmegjelöléseként.